# Naturbahnrodel-Weltcup 2020/21
Der Naturbahnrodel-Weltcup 2020/21 begann am 17. Dezember 2020 in Winterleiten und endete am 10. Februar 2021 in Laas. Es wurden in drei Disziplinen jeweils sechs Rennen ausgetragen. Höhepunkt der Saison war die Naturbahnrodel-Weltmeisterschaft 2021 in Umhausen.

## Damen-Einsitzer

### Ergebnisse
| Datum             | Ort          | Siegerin         | Zweite           | Dritte                 |
| ----------------- | ------------ | ---------------- | ---------------- | ---------------------- |
| 17. Dezember 2020 | Winterleiten | Evelin Lanthaler | Greta Pinggera   | Daniela Mittermair     |
| 18. Dezember 2020 | Winterleiten | Evelin Lanthaler | Greta Pinggera   | Michelle Diepold       |
| 15. Januar 2021   | Passeiertal  | Evelin Lanthaler | Greta Pinggera   | Daniela Mittermair     |
| 17. Januar 2021   | Passeiertal  | Evelin Lanthaler | Greta Pinggera   | Jekaterina Lawrentjewa |
| 9. Februar 2021   | Laas         | Evelin Lanthaler | Greta Pinggera   | Tina Unterberger       |
| 10. Februar 2021  | Laas         | Evelin Lanthaler | Tina Unterberger | Greta Pinggera         |

### Weltcupstand
Endstand
| Rang | Name                   | Punkte |
| ---- | ---------------------- | ------ |
| 01   | Evelin Lanthaler       | 600    |
| 02   | Greta Pinggera         | 495    |
| 03   | Tina Unterberger       | 375    |
| 04   | Daniela Mittermair     | 356    |
| 05   | Michelle Diepold       | 335    |
| 06   | Nadine Staffler        | 286    |
| 07   | Sara Bachmann          | 262    |
| 08   | Lisa Walch             | 244    |
| 09   | Jekaterina Lawrentjewa | 222    |
| 10   | Sarah Schiller         | 212    |

## Herren-Einsitzer

### Ergebnisse
| Datum             | Ort          | Sieger              | Zweiter          | Dritter          |
| ----------------- | ------------ | ------------------- | ---------------- | ---------------- |
| 17. Dezember 2020 | Winterleiten | Michael Scheikl     | Christian Schopf | Patrick Pigneter |
| 19. Dezember 2020 | Winterleiten | Michael Scheikl     | Patrick Pigneter | Alex Gruber      |
| 15. Januar 2021   | Passeiertal  | Thomas Kammerlander | Patrick Pigneter | Alex Gruber      |
| 17. Januar 2021   | Passeiertal  | Thomas Kammerlander | Michael Scheikl  | Patrick Pigneter |
| 9. Februar 2021   | Laas         | Thomas Kammerlander | Alex Gruber      | Michael Scheikl  |
| 10. Februar 2021  | Laas         | Thomas Kammerlander | Alex Gruber      | Mathias Troger   |

### Weltcupstand
Endstand
| Rang | Name                        | Punkte |
| ---- | --------------------------- | ------ |
| 01   | Michael Scheikl             | 490    |
| 02   | Alex Gruber                 | 430    |
| 03   | Patrick Pigneter            | 430    |
| 04   | Thomas Kammerlander         | 400    |
| 05   | Stefan Federer              | 311    |
| 06   | Christian Schopf            | 284    |
| 07   | Fabian Achenrainer          | 262    |
| 08   | Florian Clara               | 211    |
| 09   | Grigori Sergejewitsch Bukin | 187    |
| 10   | Myroslav Lenko              | 182    |

## Doppelsitzer

### Ergebnisse
| Datum             | Ort          | Sieger     | Sieger                               | Zweite     | Zweite                                    | Dritte     | Dritte                                    |
| ----------------- | ------------ | ---------- | ------------------------------------ | ---------- | ----------------------------------------- | ---------- | ----------------------------------------- |
| 17. Dezember 2020 | Winterleiten | Italien    | Patrick Pigneter Florian Clara       | Italien    | Patrick Lambacher Matthias Lambacher      | Osterreich | Christoph Regensburger Dominik Holzknecht |
| 18. Dezember 2020 | Winterleiten | Italien    | Patrick Pigneter Florian Clara       | Osterreich | Christoph Regensburger Dominik Holzknecht | Italien    | Patrick Lambacher Matthias Lambacher      |
| 15. Januar 2021   | Passeiertal  | Italien    | Patrick Pigneter Florian Clara       | Italien    | Patrick Lambacher Matthias Lambacher      | Russland   | Pawel Porschnew Iwan Lasarew              |
| 17. Januar 2021   | Passeiertal  | Osterreich | Fabian Achenrainer Simon Achenrainer | Italien    | Patrick Pigneter Florian Clara            | Russland   | Pawel Porschnew Iwan Lasarew              |
| 9. Februar 2021   | Laas         | Italien    | Patrick Pigneter Florian Clara       | Italien    | Patrick Lambacher Matthias Lambacher      | Russland   | Alexander Jegorow Pjotr Popow             |
| 10. Februar 2021  | Laas         | Russland   | Pawel Porschnew Iwan Lasarew         | Osterreich | Fabian Achenrainer Simon Achenrainer      | Italien    | Patrick Pigneter Florian Clara            |

### Weltcupstand
Endstand
| Rang | Name                                          | Punkte |
| ---- | --------------------------------------------- | ------ |
| 01   | Patrick Pigneter – Florian Clara              | 555    |
| 02   | Patrick Lambacher – Matthias Lambacher        | 431    |
| 03   | Fabian Achenrainer – Simon Achenrainer        | 420    |
| 04   | Christoph Regensburger – Dominik Holzknecht   | 375    |
| 05   | Pawel Porschnew – Iwan Lasarew                | 300    |
| 06   | Myroslav Lenko – Ivan Lenko                   | 264    |
| 07   | Stanislaw Kowschik – Ilja Tarassow            | 196    |
| 08   | Bine Mekina – Biaz Mekina                     | 180    |
| 09   | Tomas Hasek – David Rydl                      | 156    |
| 10   | Szymon Jan Majdak – Sylwester Rom Jadwiszczok | 156    |